# صندوق فرسته ای

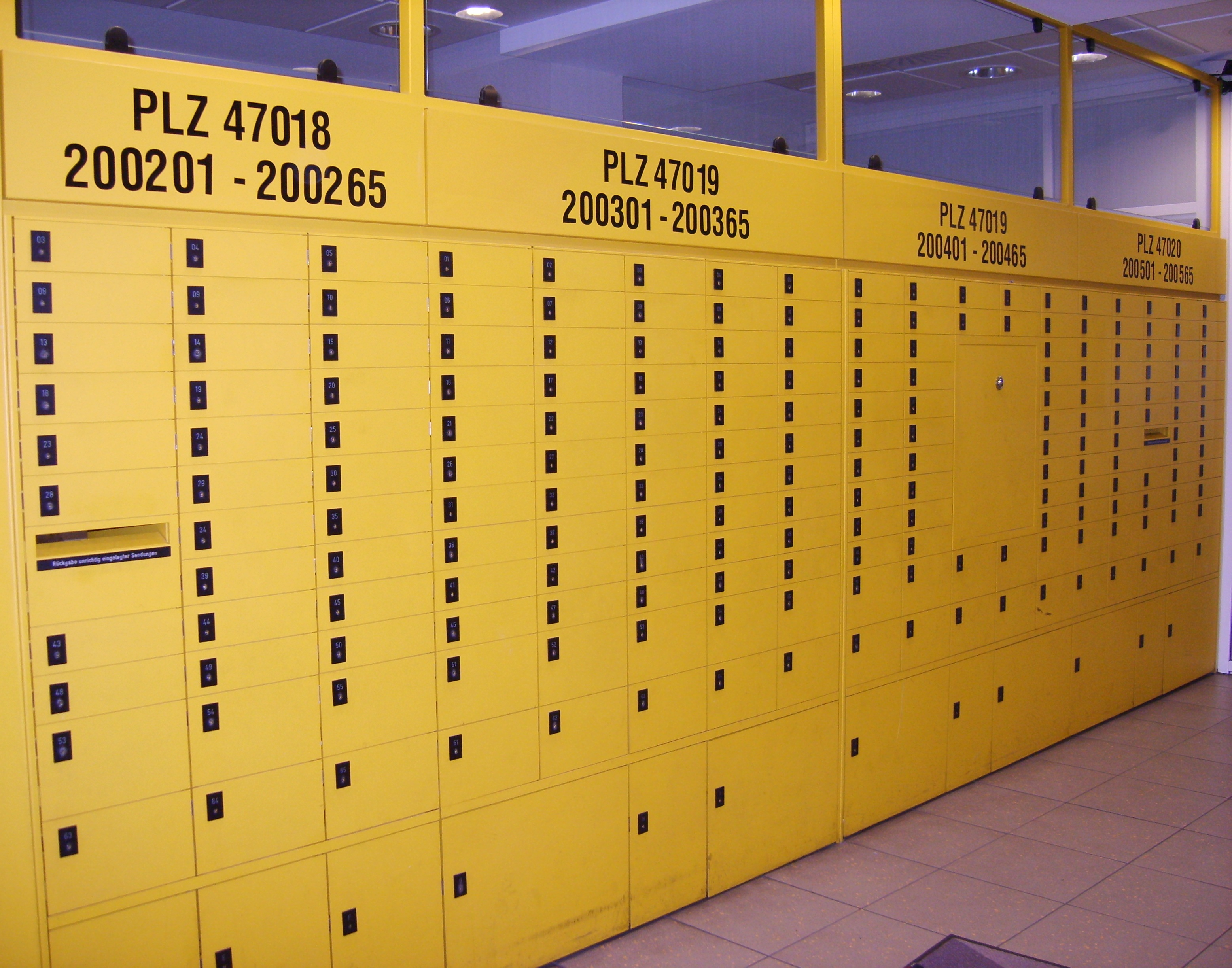
یک صندوق پستی در آلمان.

صندوق پستی (به انگلیسی: P.O. Box) که کوتاه شده عبارت Post Office Box است، صندوقی می‌باشد که در اداره پست قرار دارد و اداره پست پس از دریافت هزینه سالیانه، آن را به درخواست‌کننده اجاره می‌دهد و دارای شماره‌ای چند رقمی است. این کار برای آسان‌سازی پیدا کردن نشانی بکار می‌رود.